# Olympia's Tour
L'Olympia's Tour è una corsa a tappe di ciclismo su strada maschile che si disputa annualmente nei Paesi Bassi. Dal 2005 è inserito nel calendario dell'UCI Europe Tour come evento di classe 2.2.
Fino al 1995 era conosciuto come Giro dei Paesi Bassi Dilettanti.

## Albo d'oro
Aggiornato all'edizione 2025.
| Anno    | Vincitore           | Secondo                 | Terzo                          |
| ------- | ------------------- | ----------------------- | ------------------------------ |
| 1909    | Chris Kalkman       | Gérard van Staveren     | Marinus Gooy Bertus Mulckhuyse |
| 1910    | Adrie Bellersen     | Gérard Franssen         | Henk Tamse                     |
| 1911-26 | non disputato       | non disputato           | non disputato                  |
| 1927    | Rudolf Wolke        | Adrianus Braspennincx   | Alfred Ebeling                 |
| 1928-54 | non disputato       | non disputato           | non disputato                  |
| 1955    | Piet Kooijman       | Krijn Post              | Michel Stolker                 |
| 1956    | Kees van der Zande  | Leo van der Brand       | Jan van Vliet                  |
| 1957    | Adrie Roks          | Jaap Huissoon           | Schalk Verhoef                 |
| 1958    | Ab van Egmond       | Piet Steenvoorden       | Ben Teunisse                   |
| 1959    | Huub Zilverberg     | Joop van der Putten     | Antoon van der Steen           |
| 1960    | Gerard Wesseling    | Nico Walravens          | Alfons Steuten                 |
| 1961    | Mik Snijder         | Henk Nijdam             | Jaap de Waard                  |
| 1962    | Henk Nijdam         | Arie den Hartog         | Jan Janssen                    |
| 1963    | Jos Dries           | Julien Stevens          | Arie den Hartog                |
| 1964    | Cor Schuuring       | Jos van der Vleuten     | Harry Steevens                 |
| 1965    | Harry Steevens      | Dignus Kosten           | Henk Peters                    |
| 1966    | Jan van der Horst   | Peter Heijnig           | Jörgen Hansen                  |
| 1967    | Cees Zoontjes       | Rini Wagtmans           | Jan Bols                       |
| 1968    | Leen de Groot       | Nanno Bakker            | Frits Hoogerheide              |
| 1969    | Peter Legierse      | Piet van der Kruijs     | Jan Aling                      |
| 1970    | Frits Schur         | Jo van Pol              | Matthijs de Koning             |
| 1971    | Cees Priem          | Jan Aling               | Fedor den Hertog               |
| 1972    | Frits Schur         | Jan Spetgens            | Piet van Katwijk               |
| 1973    | Fedor den Hertog    | Aad van den Hoek        | Wim de Waal                    |
| 1974    | Roy Schuiten        | Ad Dekkers              | Aad van den Hoek               |
| 1975    | Hans Langerijs      | André Gevers            | Frits Schur                    |
| 1976    | Léo Van Vliet       | Arie Hassink            | Fons van Katwijk               |
| 1977    | Arie Hassink        | Jos Lammertink          | Ad Prinsen                     |
| 1978    | Arie Hassink        | Jan van Houwelingen     | Bert Oosterbosch               |
| 1979    | Jos Lammertink      | Ad Wijnands             | Jan Jonkers                    |
| 1980    | Oleg Logvin         | Vjačeslav Dedenov       | Aavo Pikkuus                   |
| 1981    | Gerard Schipper     | Gerrit Solleveld        | Aleksandr Krasnov              |
| 1982    | Gerrit Solleveld    | Aleksandr Krasnov       | Viktor Manakov                 |
| 1983    | Mario Hernig        | Gérard Schippe          | Carsten Wolf                   |
| 1984    | Asjat Saitov        | Falk Boden              | Erik Breukink                  |
| 1985    | John Talen          | Peter Stevenhaagen      | Arjan Jagt                     |
| 1986    | Bernd Dittert       | John Talen              | Rob Harmeling                  |
| 1987    | Jos Bol             | Eddy Schurer            | Patrick Bol                    |
| 1988    | Dirk Meier          | Carsten Wolf            | Louis de Koning                |
| 1989    | Thomas Liese        | Maarten den Bakker      | Pierre Duin                    |
| 1990    | Wilco Zuyderwijk    | Remco Startman          | Thomas Liese                   |
| 1991    | Anton Tak           | Erik Dekker             | Servais Knaven                 |
| 1992    | Servais Knaven      | Léon van Bon            | Edwin Ophof                    |
| 1993    | Servais Knaven      | Marcel van der Vliet    | Antoine Goense                 |
| 1994    | Henk Vogels         | Godert De Leeuw         | Gianfranco Contri              |
| 1995    | Danny Nelissen      | Hans van Dijk           | Tristan Priem                  |
| 1996    | Cristiano Citton    | Peter Rogers            | Gianfranco Contri              |
| 1997    | Remco van der Ven   | John van den Akker      | Cristiano Citton               |
| 1998    | Matthé Pronk        | Marcel Duijn            | Renger Ypenburg                |
| 1999    | Marcel Duijn        | Mathew Hayman           | Coen Boerman                   |
| 2000    | Jan van Velzen      | Tom Hoedemakers         | Joost Legtenberg               |
| 2001    | non disputato       | non disputato           | non disputato                  |
| 2002    | Mart Louwers        | Sean Sullivan           | Jens Mouris                    |
| 2003    | Joost Posthuma      | Yoeri Beyens            | Koen de Kort                   |
| 2004    | Thomas Dekker       | Rory Sutherland         | Bas Giling                     |
| 2005    | Stef Clement        | Marvin van der Pluijm   | Gediminas Bagdonas             |
| 2006    | Tom Veelers         | Jacob Moe Rasmussen     | Rick Flens                     |
| 2007    | Thomas Berkhout     | Martijn Maaskant        | Tom Veelers                    |
| 2008    | Lars Boom           | Lieuwe Westra           | Johnny Hoogerland              |
| 2009    | Jetse Bol           | Joost van Leijen        | Tejay van Garderen             |
| 2010    | Taylor Phinney      | Coen Vermeltfoort       | Jesse Sergent                  |
| 2011    | Jetse Bol           | Jack Bauer              | Tom Dumoulin                   |
| 2012    | Dylan van Baarle    | Michael Freiberg        | Christoph Pfingsten            |
| 2013    | Dylan van Baarle    | Peter Koning            | Arno van der Zwet              |
| 2014    | Berden de Vries     | Wim Stroetinga          | Jesper Asselman                |
| 2015    | Jetse Bol           | Bob Schoonbroodt        | Nathan Van Hooydonck           |
| 2016    | Cees Bol            | Pavel Sivakov           | Hartthijs De Vries             |
| 2017    | Pascal Eenkhoorn    | Pavel Sivakov           | Stan Dewulf                    |
| 2018    | Julius Johansen     | Marten Kooistra         | Lars van den Berg              |
| 2019    | Sander De Pestel    | Jason van Dalen         | Stan Van Tricht                |
| 2020-21 | non disputato       | non disputato           | non disputato                  |
| 2022    | Maikel Zijlaard     | Bert-Jan Lindeman       | Joren Bloem                    |
| 2023    | Mathias Bregnhøj    | Liam Slock              | Jesse Kramer                   |
| 2024    | Tim Torn Teutenberg | Rasmus Søjberg Pedersen | Jelte Krijnsen                 |
| 2025    | Antoine L'Hote      | Timo de Jong            | Axel van der Tuuk              |